# Сільське поселення (Росія)
Сільське поселення — один з типів муніципальних утворень в Росії, являє собою один або декілька об'єднаних загальною територією сільських населених пунктів (селищ, сіл, станиць, сіл, хуторів, кишлаків, аулів та інших сільських населених пунктів), в яких місцеве самоврядування здійснюється населенням безпосередньо і (або) через виборні та інші органи місцевого самоврядування. Сільське поселення входить до складу муніципального району.

## Кількість
Станом на 2021 рік у складі Росії 16332 сільських поселень.
За даними Росстату на 1 січня 2014 року в Росії налічувалося 18 525 сільських поселень, на 1 січня 2013 року — 18 722, на 1 січня 2012 року — 18 883, на 1 січня 2011 року — 18 996, на 1 січня 2010 року — 19 591.